# Zimapán
Zimapán ist eine Kleinstadt mit ca. 15.000 Einwohnern und Hauptort einer Gemeinde (municipio) mit etwa 50.000 Einwohnern im Nordwesten des mexikanischen Bundesstaats Hidalgo. Wegen seines kolonialzeitlichen Zentrums und der reizvollen landschaftlichen Umgebung ist der Ort seit dem Jahr 2018 als Pueblo Mágico eingestuft.

## Lage und Klima
Die Kleinstadt Zimapán liegt in einem von Bergen umgebenen Tal etwa 220 km (Fahrtstrecke) nordöstlich von Mexiko-Stadt in einer Höhe von ca. 1930 m. Pachuca de Soto, die Hauptstadt des Bundesstaates, befindet sich ca. 125 km südöstlich. Das Klima der Stadt ist meist warm und trocken; Regen (ca. 1000 mm/Jahr) fällt ganz überwiegend im Sommerhalbjahr.

## Bevölkerung
| Jahr      | 2000   | 2005   | 2010   | 2020   |
| Einwohner | 11.518 | 11.466 | 13.243 | 14.732 |

Die meisten Einwohner der Kleinstadt sind indianischer Abstammung; auch der Anteil von Mestizen ist relativ hoch. Nur noch ein kleiner Teil der Einwohner der Gemeinde spricht den regionalen Nahuatl-Dialekt; Umgangssprache ist meist Spanisch.

## Wirtschaft
In den verstreut liegenden Dörfern des Municipios wurde bis weit ins 20. Jahrhundert hinein hauptsächlich zum Zweck der Selbstversorgung produziert; auf den Feldern werden Mais, Bohnen und Gemüse angebaut; daneben gibt es ausgedehnte Weideflächen. In den Erzminen der Umgebung werden verschiedenste Mineralien und Halbedelsteine gefunden.

## Geschichte
Gemäß der indianischen Überlieferung sind die Bewohner des Ortes bereits im 7./8. Jahrhundert aus der Gegend um Tula zugewandert. Die spanische Stadtgründung erfolgte im Jahr 1522; danach wurde die Region von Mönchen des Franziskanerordens (später des Augustinerordens) christianisiert.

## Sehenswürdigkeiten
- Die Iglesia de San Juan Bautista ist ein Bau des Augustinerordens aus dem frühen 18. Jahrhundert. Beeindruckend ist die zweigeschossige Gestaltung der Portalzone aus dunklem Vulkangestein; das Portal selbst wird von einem – aus der maurischen Architektur entlehnten – Vielpassbogen nach oben abgeschlossen. Das Obergeschoss des Glockenturmes besteht aus demselben Steinmaterial, zeigt aber einfachere Ornamentformen.

Umgebung
- Die Zimapán-Talsperre, ein beliebtes Ausflugsziel, befindet sich etwa 20 km südwestlich an der Grenze zum Bundesstaat Querétaro.